# Soong Mei-ling
Soong Mei-ling o Soong May-ling (xinès: 宋美齡; pinyin: Sòng Měilíng; Xangai, 5 de març de 1897 – 23 d'octubre de 2003), també coneguda com a Madame Chiang Kai-shek o Madame Chiang, fou una figura política que va ser primera dama de la República de la Xina, la dona del Generalíssim i President Chiang Kai-shek. Soong va tenir un paper prominent en la política de la República de la Xina. Va ser cunyada de Sun Yat-sen, el fundador i el dirigent de la República de la Xina. Va ser molt activa en la vida cívica del seu país i va ocupar molts càrrecs, incloent-hi la presidència de la Universitat Catòlica Fu Jen. Durant la segona guerra sinojaponesa va agrupar la seva gent contra la invasió japonesa i en 1942 va dirigir una gira de entrevistes als Estats Units d'Amèrica per tal d'obtenir suport. Va ser també la més jove i la que més temps va viure de les germanes Soong, i l'única primera dama durant la Segona Guerra Mundial (a més de la Reina Elizabeth, la Reina Mare, 1900-2002) qui va viure al segle xxi. La seva vida es va estendre a tres segles.

## Primers anys de vida
Va néixer al districte d'Hongkou, Xangai, Xina, el 5 de març de 1898, encara que algunes biografies donen l'any 1897, perquè la tradició xinesa considera que es neix amb un any d'edat, malgrat que això no funciona igual amb homes i dones.
Va ser la quarta dels sis fills de Charlie Soong, un home de negocis ric i antic missioner metodiste de Hainan, i de la seva dona Ni Kwei-tseng (倪桂珍 Ní Guìzhēn). Els germans de Mei-ling van ser les dones Ai-ling, Ching-ling, qui més tard esdevindria la dona de Sun Yat-sen, i els homes Tse-ven, Tse-liang i Tse-an.

## Educació

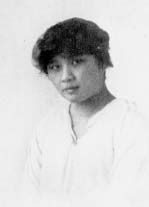
Mei-ling com a estudiant en la Universitat de Wesleyan (EUA) ca 1910

A Xangai Mei-ling va assistir a l'escola per a noies McTyeire, juntament amb la seva germana Ching-ling. El seu pare, qui hi havia estudiat als Estats Units d'Amèrica, va arranjar que poguessin continuar la seva educació als EUA en 1907. Mei-ling i Ching-ling van assistir a una escola privada a Summit, Nova Jersey. En 1908, Ching-ling va ser acceptada per la universitat de la seva germana Ai-ling, la Universitat de Wesleyan, a l'edat de 15 anys, i ambdues germanes es van traslladar a Macon, Georgia, on es van reunir a Ai-ling. Tanmateix, Mei-ling no va poder aconseguir un permís per quedar-se al campus com a membre familiar, ni podia inscriure's com a estudiant perquè era encara massa jove.
Mei-ling va passar l'any en Demorest, Georgia, amb Blanche Moss, una amiga d'Ai-ling, la qual va matricular Mei-ling per a fer el vuitè grau a l'Institut Piedmont. En 1909, el nou president de Wesleyan, William Newman Ainsworth, va donar el seu permís a Mei-ling per quedar-se a Wesleyan i va assignar els seus tutors. Mei-ling va assistir a l'Institut Fairmount de Monteagle, Tennessee, en 1910.
Mei-ling va ingressar en el seu primer any d'universitat a Wesleyan en 1912, a l'edat de 15. Va ser passar a la Universitat de Wellesley un any més tard, per tal de ser més a prop del seu germà gran Tse-ven, qui en aquella temps estudiava a Harvard. En aquella època les seves germanes s'havien graduat i havien retornat a Xangai. Mei-ling es va graduar a Wellesley com un dels 33 "Durant Scholars" (un nom que indica el nivell de les notes rebudes), el 19 de juny de 1917, amb un la nota més alta en literatura anglesa i la més baixa en filosofia. Va ser també membre de la Societat Musical i Artística Tau Zeta Epsilon (TZE) de Wellesley. Arran de ser educat en anglès tota la seva vida, parlava un excel·lent anglès, amb un pronunciat accent de Georgia, la qual cosa el va ajudar a connectar amb audiències estatunidenques.

## Madame Chiang

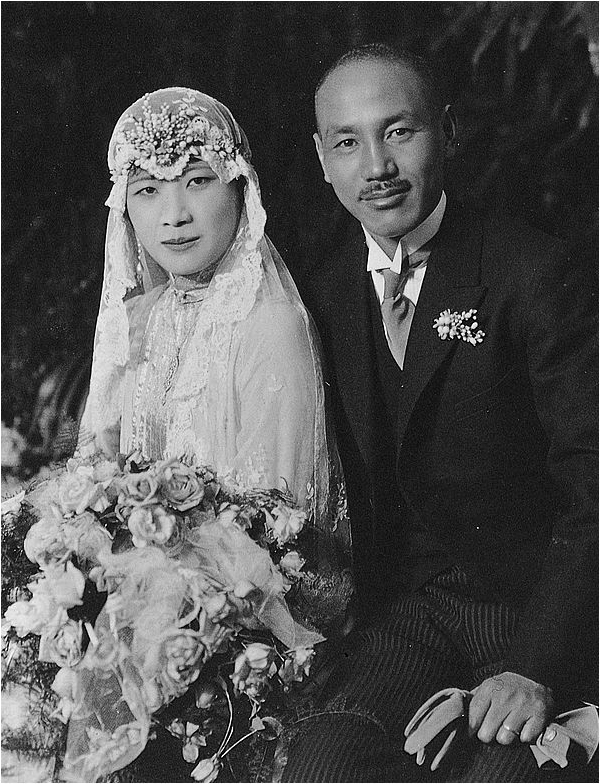
Foto de casament Chiang-Soong

Soong Mei-ling va conèixer Chiang Kai-shek en 1920. Donar que ell era onze anys més gran que ella, que ja era casat, i que era budista, la mare de Mei-ling es va oposar vehementment al matrimoni entre ells, però finalment es va poder acordar quan Chiang va provar que estava divorciat i va prometre convertir-se al cristianisme. Chiang va dir a la seva futura sogra que no es podia convertir immediatament, perquè la religió necessitada ser absorbida gradualment, i no ser empassada com una píndola. Es van casar en Xangai l'1 de desembre de 1927. Els seus biògrafs consideren el matrimoni con una barreja d'associació, amor, política i competència, un matrimoni que va durar 48 anys i durant el qual no van tenir fills. En 1928, Chiang va fer Mei-ling membre del Comitè dels Yuan. Chiang i Mei-ling es van tornar a casar a Nova York, el 24 de maig de 1944, a l'església de Sant Bartomeu de Manhattan.
Mei-ling va iniciar el Moviment de la Nova Vida i esdevenia activament compromesa en la política xinesa. Va ser membre del Yuan Legislatiu de 1930 a 1932 i Secretaria General de la Comissió d'Afers Aeronàutics de la Xina de 1936 a 1938. En 1945 esdevindria membre del Comitè Executiu Central del Kuomintang. Mentre que el seu marit esdevenia Generalíssim i dirigent del Kuomintang, Mei-ling actuava com la seva traductora a l'anglès, secretaria i ajudanta. Va ser la seva musa, els seus ulls, les seves orelles, i el seu suport més lleial. Durant la Segona Guerra Mundial, Mei-ling va intentar promoure la causa xinesa i construir un llegat pel seu marit a l'alçada dels de Roosevelt, Churchill i Stalin. Bona coneixedora de les cultures xinesa i occidental, va esdevenir popular tant a la Xina com a l'estranger.
Per 1931, Soong Mei-ling tenia una vil·la construïda pel seu ús en la zona est de Nanquín. Localitzada a uns quants centenars de metres a l'est Pavelló Sifangcheng del Mausoleu Ming Xiaoling, la vil·la encara existeix, i la coneix com a Meilinggong (美龄宫), "Palau de Mei-ling".

## Orfes de guerra

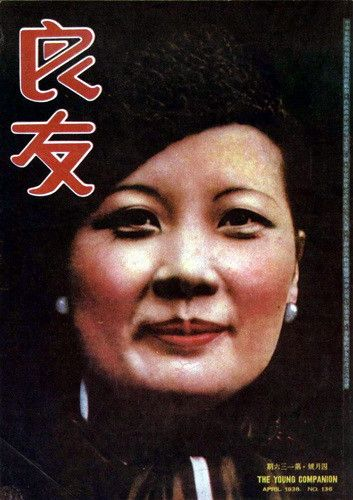
Soong Mei-ling en la coberta del Liangyou, abril de 1938, com a Comandant en cap de la Força Aèria de la República de la Xina

Tot i que Soong Mei-ling inicialment va evitat aparèixer públicament després de casar-se amb Chiang, aviat va començar un projecte social ambiciós per establir escoles pels orfes dels soldats xinesos. Els orfenats eren ben equipats: amb patis, piscines, gimnàs, aules de classes i dormitoris. Soong Mei-ling es va implicar profundament en el projecte i fins i tot va triar ella tots els mestres. Hi havia dues escoles -una per nois i una per noies— que es van construir en una zona de mil acres al peu de la Muntanya Morada (Zijin Shan) de Nanquín. Ella es referia a aquests nens com els seus "warphans" (contracció de "war orphans", orfes de guerra) i els va convertir en una causa personal. El destí dels fills dels soldats caiguts esdevindria un assumpte molt més important a la Xina després del començament de la guerra amb Japó en 1937. Per tal d'atendre millor aquests nens es va crear la Societat de socors de la guerra nacional de les dones xineses.

## Visites als EUA
Soong Mei-ling va fer diverses gires als Estats Units per donar suport a l'esforç de guerra del nacionalista. Va reunir multituds de com a màxim 30.000 persones i en 1943 va aparèixer a la coberta de la revista Time per tercera vegada. Havia aparegut el 26 d'octubre 26 de 1931 juntament amb el seu marit i el 3 de gener de 1937 també amb el seu marit, com a "Home i Dona de l'Any"
Ambdós eren en bones relacions amb l'editor senior i cofundador de la revista Time', Henry Luce, el qual sovint provava d'aconseguir diners i suport del públic americà per a la República de la Xina. El 18 de febrer de 1943 Mei-ling esdevindria la primera xinesa i la segona dona en adreçar-se a ambdues cambres del Congrés dels EUA. Després de la derrota del govern del seu marit en la Guerra Civil xinesa de 1949, Mei-ling va seguir el seu marit a Taiwan, mentre la seva germana Soong Ching-ling romania en la Xina continental, alineada amb els partit comunista xinès. Mei-ling va continuar jugant un paper internacional prominent. Va ser Patron (mecenes) del Comitè Internacional de la Creu Roja, membre honorífic del Fons Britànic d'Ajuda a la Xina i Primer Membre Honorari de la Societat Commemorativa de la Carta dels Drets Civils.

## Després de la mort de Chaing Kai-shek

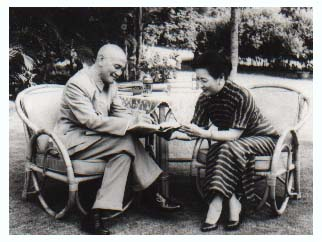
Soong Mei-ling i Chiang Kai-shek en Taipei, Taiwan

Després de la mort del seu marit, en 1975, Mei-ling es va apartar de la vida pública. Se li va diagnosticar un càncer de mama en 1975 i va haver de patir dues mastectomies, que li va fer a Taiwan. També va tenir un tumor ovàric, del qual va ser operada, en 1991.
Chiang Kai-shek va ser succeït en el poder pel seu fill Chiang Ching-kuo, fill d'un matrimoni anterior, amb qui Mei-ling va tenir una relació complicada. En 1975 Mei-lilng va emigrar de Taiwan a la propietat familiar (de 14,6 hectàrees) de Lattingtown, Estat de Nova York, on va mantenir un retrat del seu marit vestit de militar en la seva sala d'estar. Va mantenir una residència a Wolfeboro, Nou Hampshire, on passava els estius. Va tornar a Taiwan després de la mort de Chiang Ching-kuo, en 1988, per reforçar el suport d'entre els seus antics aliats. Tanmateix, el successor de Chiang Ching-kuo, Lee Teng-hui, va aconseguir més suport polític que ella i va consolidar la seva posició. Així, Mei-ling va tornar de nou als EUA, on va fer una aparició pública en 1995, quan va assistir a una recepció en el seu honor al Capitol Hill, en el marc de les celebracions del 50è aniversari del final de la Segona Guerra Mundial. Soong Mei-linh va fer la seva darrera visita a Taiwan en 1995. En la Elecció Presidencial del 2000 a Taiwan, el Kuomintang (KMT) va publicar una carta de Mei-ling en la que ella suposadament donava suport al candidat del KMT Lien Chan sobre el candidat independent James Soong (cap relació de parentesc amb ella). James Soong no va posar mai en dubte l'autenticitat de la carta. Soong va vendre la seva propietat de Long Island l'any 2000 i va viure la resta de la seva vida a un apartament a Gracie Square, en el Upper East Side de Manhattan, del que era propietària una neboda seva. La casa va atreure a molts taiwanesos expatriats. A l'edat de 103 anys, Mei-ling va fer una exposició de les seves pintures xineses a Nova York.

## Mort
Soong Mei-ling va morir mentre dormia a la Ciutat de Nova York, en el seu apartament de Manhattan, el 23 d'octubre de 2003, a l'edat de 105. Les seves restes van ser enterrades al Cementeri Ferncliff de Hartsdale, Nova York, en espera d'un eventual enterrament al costat del seu marit, enterrat en Cihu, Taiwan. Es voldria tenir-los a tots dos enterrats en la Xina continental una vegada que les diferències polítiques siguin resoltes.

A la seva mort, La Casa Blanca va emetre una declaració:
| «                | Madame Chiang va ser una amiga íntima dels Estats Units durant tota la seva vida i especialment durant les lluites definitives del segle passat. Les generacions dels nord-americans recordaran i respectaran sempre la seva intel·ligència i la seva força de caràcter. En nom del poble nord-americà, expressem les nostres condolences als familiars de Madame Chiang i als molts admiradors seus d'arreu del món. | » |
| — George W. Bush | |   |

### Avaluacions de la premsa internacional

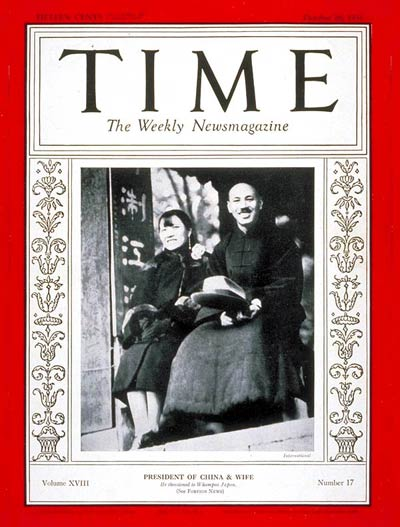
Soong i Chiang en la coberta de la revista TIME, 26 d'octubre de 1931

The New York Times va escriure en l'obituari de Soong Mei-ling:
| « | Com a fluida angloparlant, com a cristiana, com a model del que molts nord-americans esperaven que la Xina es convertís, Madame Chiang va fer un pacte amb el públic nord-americà quan va viatjar arreu del país, a partir dels anys 30, obtenint diners i pressionant perquè donessin suport al govern del seu marit. Semblava que molts nord-americans eren el símbol de la Xina moderna, educada i pro-americana que anhelaven veure emergir, fins i tot quan molts xinesos l'acomiadaven com un símbol del passat passatger i corrupte del que volien escapar. | » |

- La revista Life va dir de Madame Chiang que "va ser la dona més poderosa del món."[26]

- La revista Liberty la va descriure com a "el veritable cervell del cap del govern xinès".[27]

- Clare Boothe Luce la va comparar a Joana d'Arc i a Florence Nightingale.

- Ernest Hemingway la va anomenar "emperadriu" de la Xina.[28]

## En la cultura popular
- Madam Chiang va ser esmentada per Daddy Warbucks al musical "Annie" a l'inici del segon acte, escena 25
- Les germanes Soong, una pel·lícula sobre Soong Mei-ling i les seves germanes, estrenada en 1997.
- Madame Chiang apareix com a personatge secundari en la novel·la del 2012 The Hundred-Year-Old Man Who Climbed Out the Window and Disappeared (L'avi de 100 anys que es va escapar per la finestra) de l'autor suec Jonas Jonasson.
- La novel·la històrica Mayling (2012) de l'autor holandès Lucas Zandberg retrata la vida de Madame Chiang des d'una perspectiva de primera persona.
- La visita de Madame Chiang a Washington DC en 1943 és la trama central de la novel·la d'Elliott Roosevelt de 1998 (publicada post mortem) Murder in the Map Room (Assassinat en l'Habitació del Mapa).
- És retratada per Ke Lan en la pel·lícula Back to 1942 (Retorn al 1942).

## Galeria

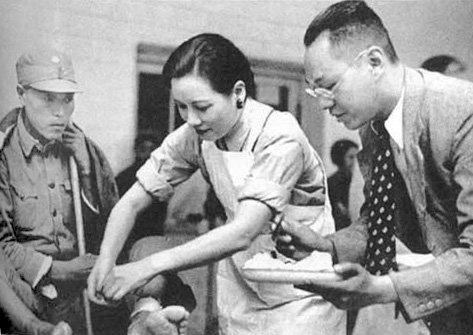
Soong posant una bena a un soldat xinès ferit(c. 1942)
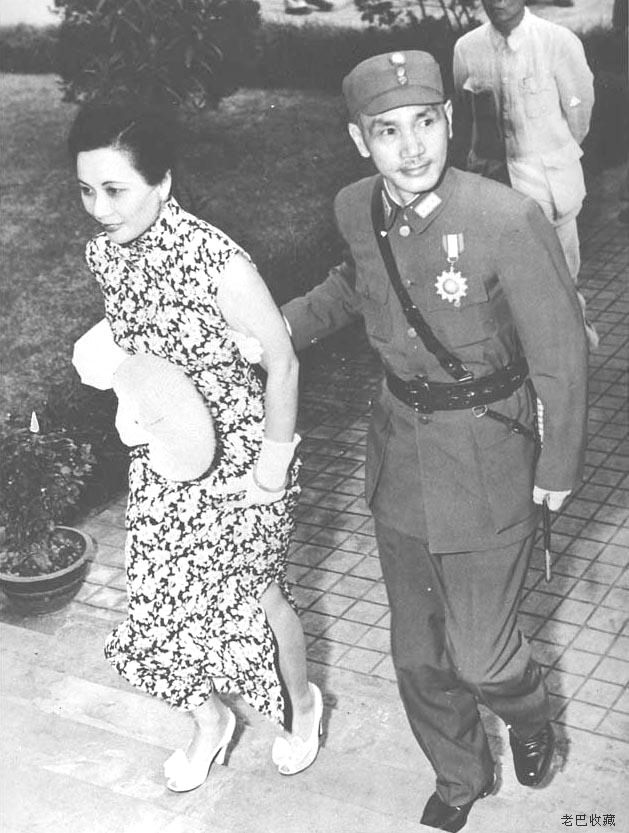
Chiang i Soong en 1943
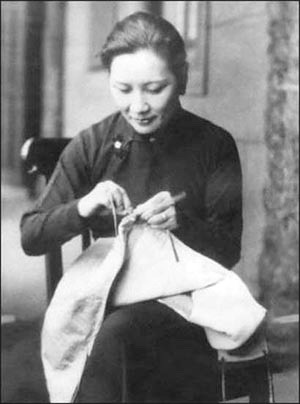
Soong cosint uniformes pels soldats de l'Exèrcit Revolucionari Nacional.
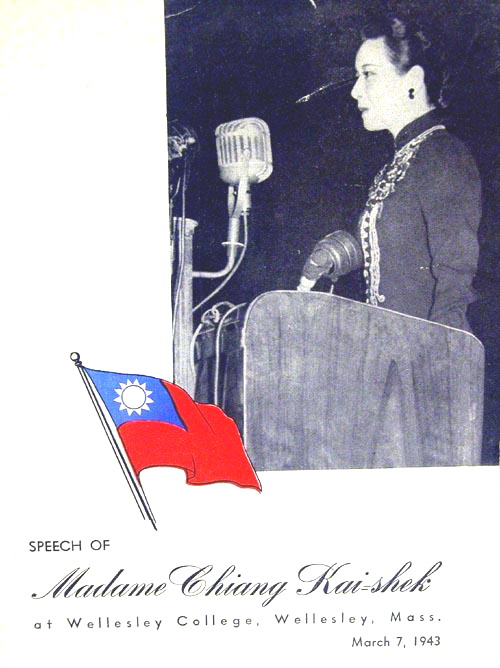
Cartell del discurs de 1943 a la Universitat de Wellesley.
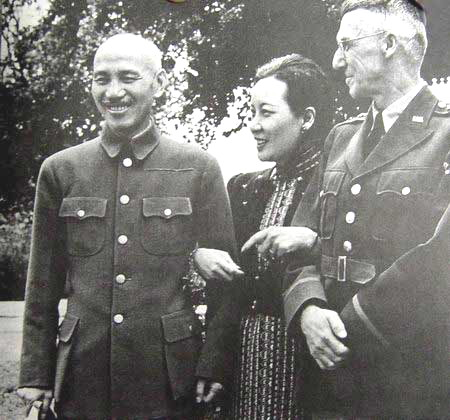
Chiang, Soong i Joseph Stilwell a Birmània en 1942.
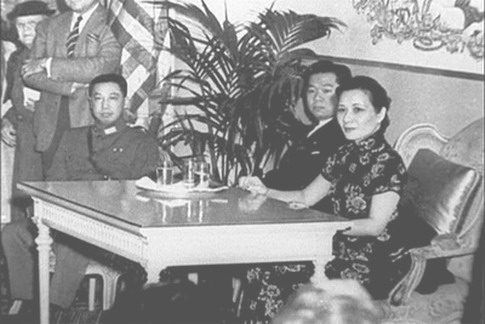
Soong en el despatx oval de la Casa Blanca per a una roda de premsa en 1943.
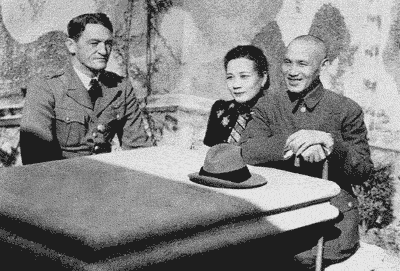
Soong entre Chiang i Claire Lee Chennault.

## Vídeos a Internet
Vídeo de 1937 de Soong Mei-ling adreçant-se al món en anglès a YouTube
- Recepció dels senadors dels EUA a Soong Mei-ling com a reconeixement del paper d'aliat de la Xina en la Segona Guerra Mundial.